# Криничное (Донецкая область)
Крини́чное (укр. Криничне) — село в Светлодарской городской общине Бахмутского района Донецкой области Украины.
Код КОАТУУ — 1420955402. Население по переписи 2001 года составляет 41 человек. Почтовый индекс — 84580. Телефонный код — 6274.